# Gonomyia omeiensis
Gonomyia omeiensis är en tvåvingeart som beskrevs av Alexander 1930. Gonomyia omeiensis ingår i släktet Gonomyia och familjen småharkrankar. Inga underarter finns listade i Catalogue of Life.